# Anna Maria dal Violin
Anna Maria dal Violin (* 1696 in Venedig; † 1782 ebenda) war eine italienische Geigerin und Violinpädagogin. Sie war Schülerin von Antonio Vivaldi am Ospedale della Pietà.

## Leben
Anna Maria dal Violin ist in dieser Wortfolge ohne Familiennamen in den Akten des Pio Ospedale della Pietà in Venedig genannt, da sie dort wie die meisten Zöglinge als Waisenkind mit unbekanntem Familiennamen aufgezogen wurde. Dem Internat war ein Musikkonservatorium für Mädchen angegliedert, das dem Wirken des Geigenvirtuosen und Komponisten Antonio Vivaldi eine berühmte Epoche zu verdanken hat. Seine Schülerin Anna Maria war damals eine als Solistin berühmte Geigerin in den Konzerten des Ospedale. Nach Michael Talbot ist Anna Maria dreimal in den Akten der Pietà erwähnt: 1712, 1720 und 1722. 1720, mit 24 Jahren, wird sie als „Maestra“ tituliert. Das bedeutete, dass sie jüngeren Mädchen ihrer Schule Unterricht geben und damit Geld verdienen durfte.
Sie war nicht nur Geigerin, sondern konzertierte auch mit Violoncello, Theorbe, Laute, Mandoline, Cembalo, Oboe (?) und Viola d’amore. Vivaldi komponierte für sie 31 Violinkonzerte und mindestens zwei Konzerte für Viola d’amore. Letztere sind im Titel mit seinem Hinweis „AMore“ versehen, das bedeutet, dass Anna Maria auch auf der Viola d’amore ausführende Solistin der Konzerte war.
Anna Maria trat später als Kollegin zusammen mit Vivaldi in der neuen Chiesa della Pietà auf, dieser Konzertraum machte orchestrale Mehrchörigkeit möglich, was die neue Concerto-Form begünstigte. Insgesamt lebte Anna Maria im Coro (Konservatorium) des Pio Ospedale della Pietà zeit ihres Lebens, sie starb dort mit 86 Jahren.

„Die Violine spielt sie auf eine Art und Weise,
ins Paradies aufsteigend, der sie hört,
falls es wahr ist, dass in jener Sphäre
die Engel in dieser Weise spielen.“

## Ruhm
Unter Anna Marias Lehrer Antonio Vivaldi, der ab 1703 an der Pietà als Geigenlehrer, Komponist und maestro di concerto wirkte, wurden die Konzerte des Ospedale della Pietà ein Publikumsmagnet insbesondere für Venedigreisende. Es gehörte zu den Aufgaben von Orchester und Solistinnen, an Samstagen und Sonntagen in den weithin bekannten Kirchenkonzerten der Ospedali Venedigs aufzutreten, dabei erlangte Anna Maria öffentliche Popularität als Violinistin. 

### Walthers Musiklexikon im Barock
Das erste bedeutende deutsche Musiklexikon von Johann Gottfried Walther, Leipzig 1732, teilt weibliche Künstlerinnennamen mit. Darin gehören Anna Maria zusammen mit Dorothea vom Ried, Élisabeth Jacquet de La Guerre („Jaquier“), Vittoria Raffaella Aleotti („Vittoria Aleotti“) und Barbara Strozzi („Strozza“) zu den Instrumentalistinnen und Komponistinnen mit einem Eintrag.

„›Anna Maria‹, eine Italiänerin im Hospital alla Pietà zu Venedig, welche auf der Violin ungemein wohl, so fertig, als delicat spielet.“

Walther gibt als Quelle für seinen Artikel den Augenzeugenbericht eines deutschen Italienreisenden an: Des Hofraths Nemeitzens Nachlese besonderer Nachrichten von Italien, p. 61, wogegen, als weiteres Beispiel, für den Artikel der Komponistin Jacquet de La Guerre ein Bericht im Pariser Mercure Galant zugrunde lag. Zahlreich in Walthers Lexikon sind die Namen damals bekannter Sängerinnen.

### Historischer Roman
- Verena Maatman: Signorina Vivaldi. Das Waisenmädchen aus Venedig. Piper München 2021, ISBN 978-3-492-50509-3.